# Zhang Zhidong
Zhang Zhidong, född 2 september 1837 i Xingyi, Guizhou, död 4 oktober 1909 i Peking, var en betydande kinesisk statsman under den sena Qingdynastin.
Zhangs familj härstammade från Nanpi härad i Zhili-provinsen och han var son till en lägre ämbetsman, som stupade i strid mot ett Miao-uppror inom sitt förvaltningsområde 1856. Själv blev Zhang vid unga år bemärkt genom sin stora lärdom. 1865 blev han domare i Guangdong och 1868 skattmästare i Jiangsu. Senare var han universitetslärare och fäste 1880 uppmärksamheten vid sig genom en protestskrivelse till kejsaren mot det fördrag, som ståthållaren över Manchuriet 1879 ingått med Ryssland.
Blev 1880 vice inspektör över Kinas skolväsen och utsågs 1882 till guvernör över provinsen Shanxi samt 1884 till vicekung över Liangguang. På denna post visade han sig som ihärdig motståndare till fransmännen i Tonkin. 1889-1907 var Zhang vicekung över Huguang och verkade där särskilt för folkundervisningens främjande på klassisk kinesisk grund. Han ville, att kineserna skulle tillägna sig västerlandets tekniska erfarenheter, men han ställde sig däremot avvisande mot införandet av konstitutionella institutioner .
Under boxarupproret 1900 inlade han stor förtjänst om bevarandet av fred och lugn i Yangtze-dalen. Zhang blev 1901 medlem av höga rådet och 1902 överkommissarie för handelsärenden samt kallades 1907 av änkekejsarinnan Cixi till Peking, där åt honom anförtroddes en rad höga ämbeten, bl. a. högsta ledningen av undervisningsväsendet. I motsats till Yuan Shikai lade Zhang mindre vikt vid arméns än vid folkundervisningens reformering. En av honom härom avfattad skrift, vari Konfucius' morallära framhålles som undervisningens orubbliga grundval. Efter änkekejsarinnans och kejsar Guangxus död 1908 stödde Zhang kraftigt den nye regenten Prins Chun och blev efter Yuan Shikais avlägsnande (jan. 1909) prinsens främste rådgivare.
Zhang skildras som en hederlig och obesticklig ämbetsman, till en viss grad reformvänlig, men till följd av sin ensidigt klassiska och teoretiska bildning rätt doktrinär. Kärleken till Kinas klassiska kultur var den drivande motorn i hela hans offentliga verksamhet. Jämte Zeng Guofan, Li Hongzhang och Zuo Zongtang räknas han till en av de "fyra stora" ämbetsmännen under den sena Qingdynastin.